# Jour du Non

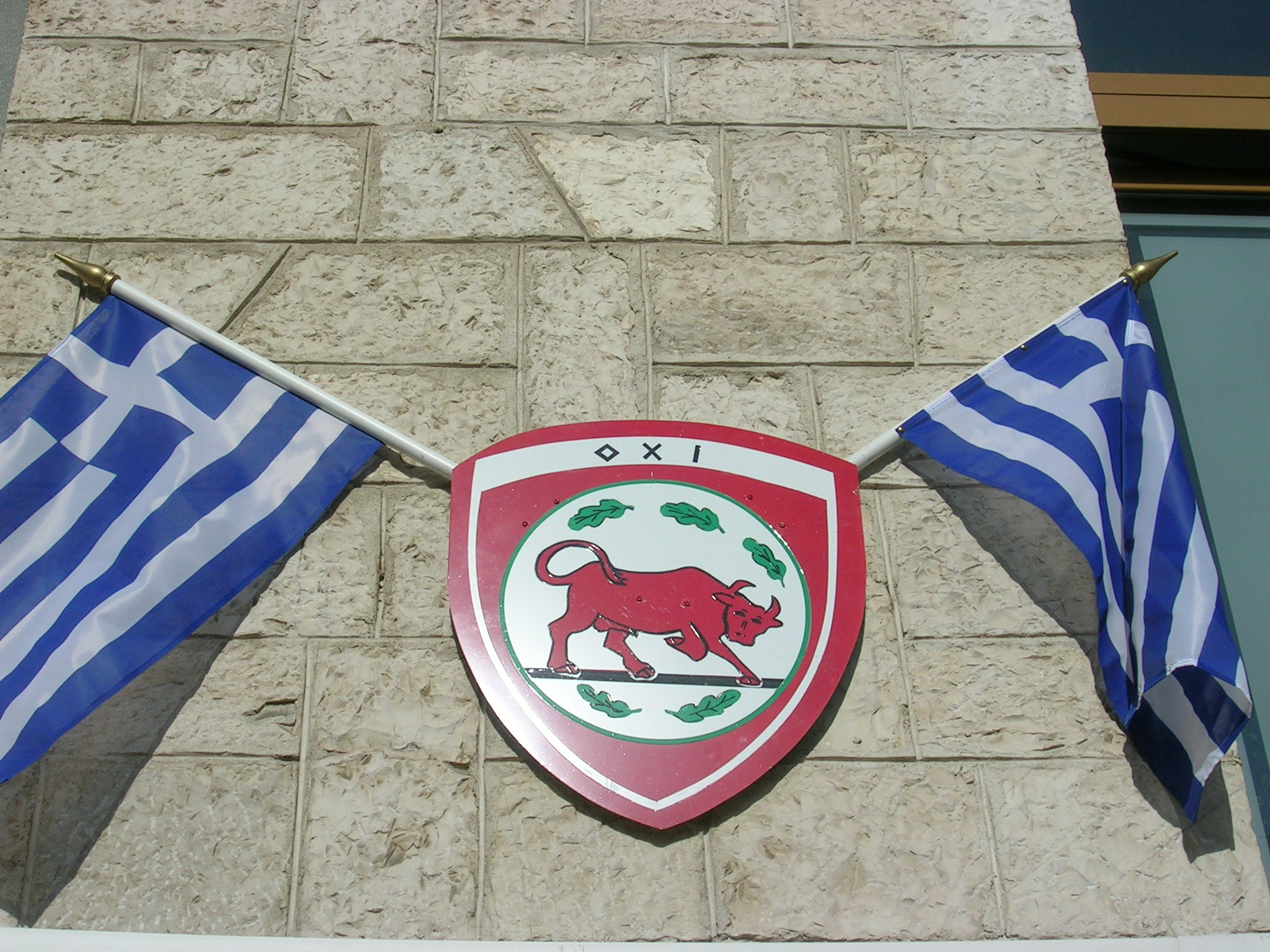
Drapeaux grecs encadrant le blason de la 8e division d'infanterie grecque qui porte l'inscription « » (« Non »), lors des commémorations du 28 octobre à Ioannina en Épire.

Le Jour du Non (en grec moderne : Επέτειος του « Όχι » / Epétios tou « Óchi », « Anniversaire du "Non" », ou simplement το όχι / to óchi) (« le non ») est une des deux fêtes nationales grecques et elle est célébrée de manière semi-officielle à Chypre. Fêtée chaque année le 28 octobre, elle marque le rejet de l'ultimatum italien du 28 octobre 1940 par le dictateur grec Ioánnis Metaxás. 

## Histoire
Cet ultimatum fut présenté par Emanuele Grazzi, ambassadeur italien en Grèce, le 28 octobre 1940, à trois heures du matin, après une fête à l'ambassade d'Allemagne à Athènes. Il visait à obliger la Grèce de rester neutre et de « garantir la sécurité de l'Italie ». L'ultimatum de terminait ainsi : « Le gouvernement exige que le gouvernement hellénique donne immédiatement les ordres nécessaires aux autorités militaires, afin que l'occupation puisse être menée pacifiquement ». Il s'agissait en fait d'autoriser l'armée italienne à pénétrer sur le territoire grec et d'occuper certaines places stratégiques, faute de quoi la guerre serait déclarée. La réponse, au petit matin, de Ioánnis Metaxás aurait été un Non, catégorique : « Όχι! »,. Cependant, d'après certains chercheurs[Lesquels ?], ce « non ! » tiendrait davantage de la légende et la réponse réellement formulée pourrait avoir été : « Alors, c’est la guerre ! ». 
En réponse à ce refus de Metaxás, les troupes italiennes stationnées dans le Royaume d'Albanie (1939-1943), alors protectorat italien, lancèrent leur attaque à la frontière entre les deux pays à cinq heures et demie du matin, déclenchant par de cette manière la guerre italo-grecque.
La réponse de Metaxás marque ainsi l'entrée de la Grèce dans la Seconde Guerre mondiale, aux côtés des Alliés,. Dans les montagnes du Pinde, la petite armée grecque repoussa alors un adversaire bien supérieur en nombre mais mal organisé et peu motivé, et s’avança jusque dans l’Épire du Nord (Albanie du Sud). En mars 1941, elle avait remporté la première victoire sur les forces de l'Axe de tout le conflit de la Guerre mondiale. Mais elle ne put venir à bout des renforts envoyés par Hitler pour redresser la situation dans les Balkans.
L'occupation de la Grèce par l'armée allemande commença en avril 1941, dans le Nord du pays, avec la campagne des Balkans et se termina en mai 1941 avec la conquête de la Crète (qui marque la fin de la campagne des Balkans). De ce fait, l'Allemagne reporta à juin son invasion de l'Union soviétique, initialement planifiée pour mai.

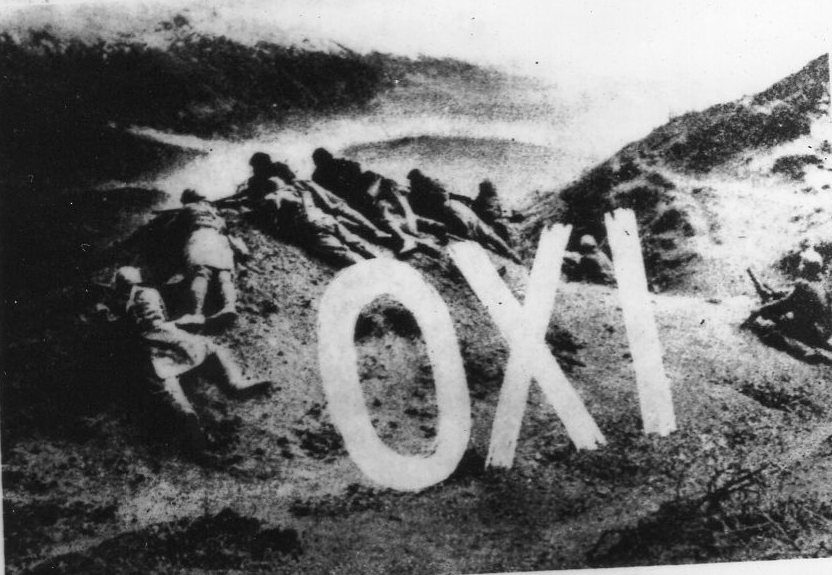
Affiche traversée par le mot ΟΧΙ écrit en majuscules (OHI, « NON »). The State Archives of the Republic of North Macedonia (DARM), Skopje. Date inconnue.

## Fête nationale

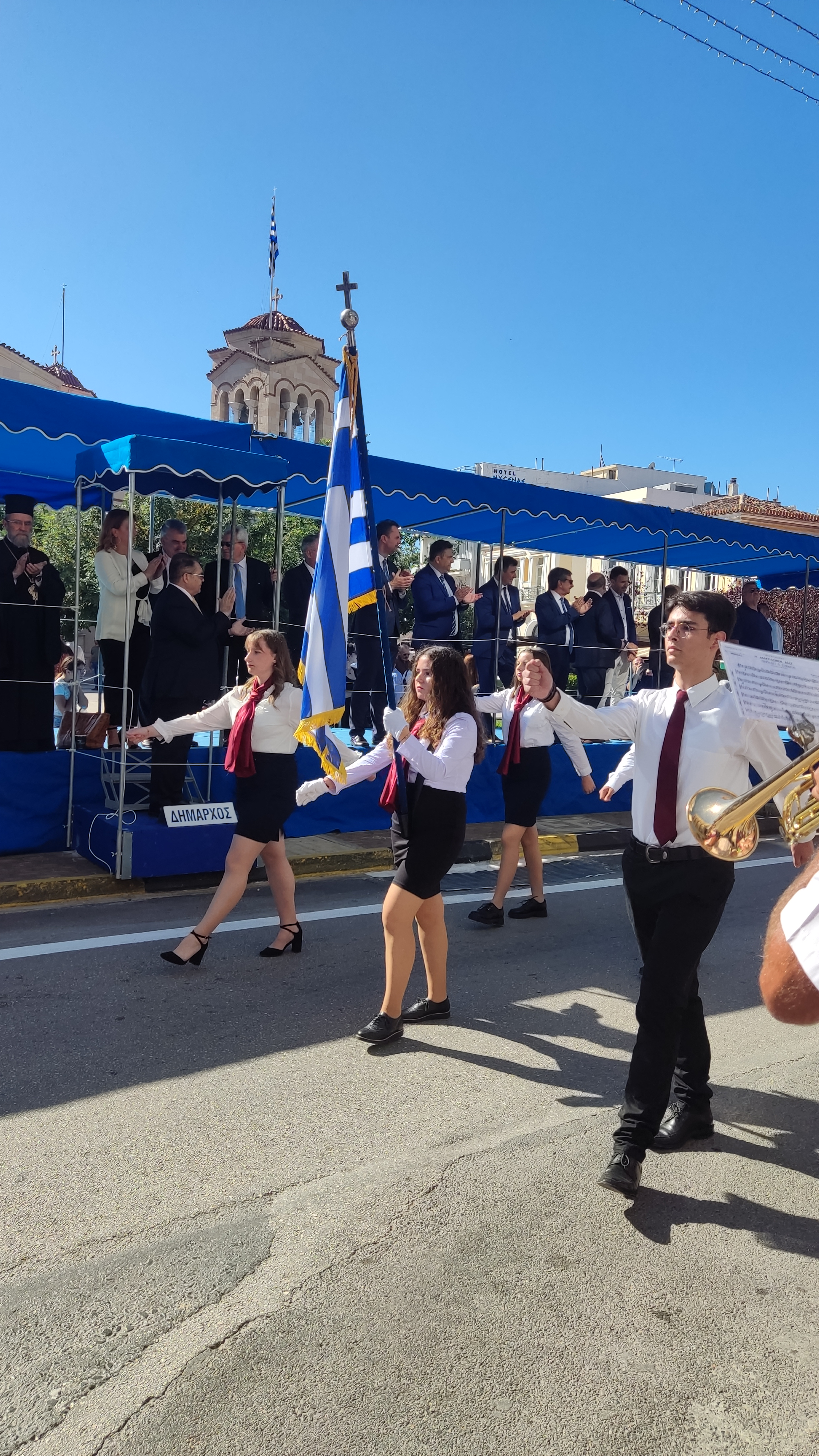
Porte-drapeau du lycée d'Argos lors du défilé du 28 octobre 2023.

Au terme de la guerre, le 28 octobre devint la fête nationale de la Grèce et jour férié dans ce pays. Le « Non ! » prononcé ce jour-là de 1940 est commémoré chaque année par des défilés militaires, ainsi que d'élèves et étudiants. La plupart des bâtiments publics et de nombreuses habitations sont décorés du drapeau grec. 
Dans chaque localité, en tête de la parade, un enfant porte le drapeau grec. Traditionnellement, il s'agit du meilleur élève de la classe. Mais en 2017, la règle a changé : le porteur ou la porteuse est tiré au sort, ce qui permet à des enfants d'immigrés ou de réfugiés de marcher en tête du cortège.